# Fluviul ucigaș
Fluviul ucigaș (titlu original în engleză: The River) este un serial de televiziune american creat în genurile paranormal/acțiune/de groază/înregistrare recuperată. A avut premiera în timpul sezonului de televiziune din iarna 2011-2012 în rețeaua ABC. Opt episoade au fost produse pentru primul sezon. Serialul a fost în transmis în premieră TV de la 7 februarie 2012 la 20 martie 2012. La 11 mai 2012, ABC a anulat oficial serialul.
După ce Fluviul ucigaș a fost oficial anulat de către ABC datorită ratingurilor sale slabe, Netflix a intrat în negocieri cu Studiourile ABC cu privire la posibilitatea continuării serialului ca un serviciu de cerere-la-comandă cu distribuție digitală, negocieri care nu au dus la niciun rezultat.

## Prezentare
Renumitul explorator Dr. Emmet Cole (Bruce Greenwood) a fost plecat în căutarea "magiei" adânc în necunoscutele zone ale bazinului Amazonului și nu s-a mai întors. Adevărul șocant despre dispariția sa este acolo, undeva și așteaptă să fie descoperit. Pentru milioane de copii din toată lumea au crescut privind la emisiunile sale TV despre natură, pentru aceștia Dr. Cole este un erou. Pentru propriul său fiu, Lincoln (Joe Anderson), el a devenit mai mult decât o enigmă. Acum, la șase luni după dispariția sa, Lincoln este gata în sfârșit să îngroape trecutul, dar o baliză de urgență a Dr. Cole începe brusc să emită. La insistențele mamei sale, Tess (Leslie Hope), Lincoln se alătură fără tragere de inimă unei echipe de căutare a tatălui său. Pentru a finanța misiunea de salvare, ei sunt de acord să li se alăture ex-producătorul Dr. Cole, Clark (Paul Blackthorne), pentru a filma un documentar despre această misiune. Echipa este formată din prieteni vechi și noi; printre ei aflându-se fiica cameramanului dispărut, Lena Landry (Eloise Mumford), mecanicul navei Emilio Valenzuela (Daniel Zacapa) cu fiica sa și o gardă de corp privată Căpitanul Kurt Brynildson (Thomas Kretschmann).

## Distribuție și personaje

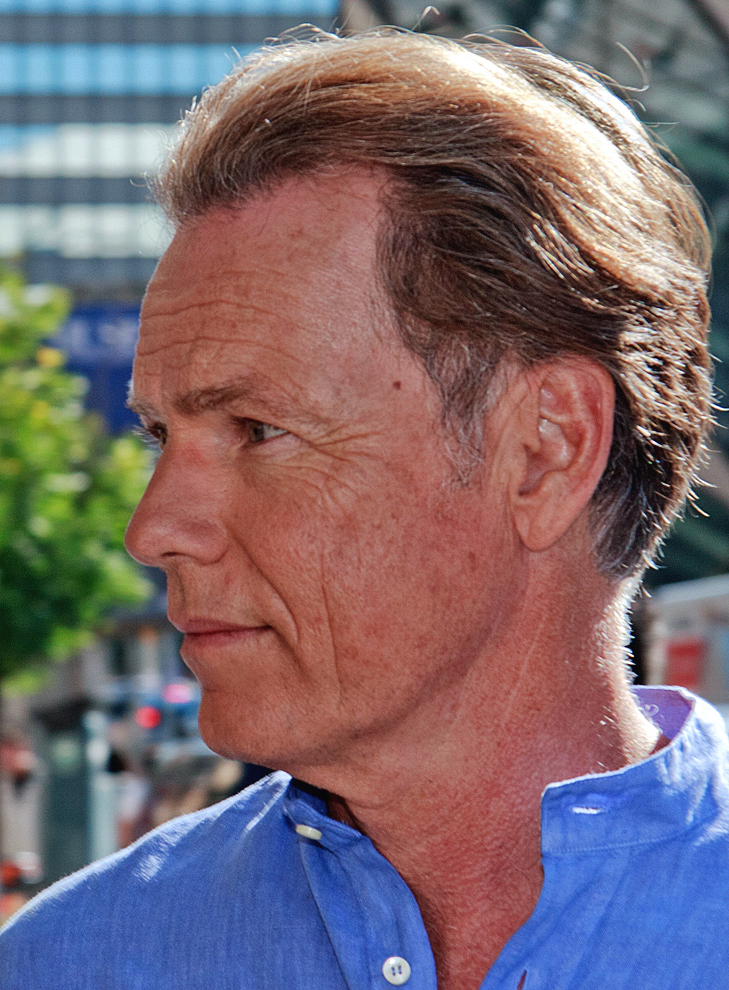
Bruce Greenwood în 2010

- Bruce Greenwood ca Dr. Emmet Cole, un explorator renumit și vedetă de televiziune
- Joe Anderson ca Lincoln Cole, fiul Dr. Cole
- Leslie Hope ca Tess Cole, soția Dr. Cole și mama lui Lincoln
- Eloise Mumford ca Lena Landry, fiica lui Russ Landry, cameramanul dispărut
- Paul Blackthorne ca Clark Quietly, producător al Dr. Cole
- Thomas Kretschmann ca Cpt. Kurt Brynildson, gardă de corp privată de securitate din Germania
- Daniel Zacapa ca Emilio Valenzuela, mecanicul navei The Magus
- Shaun Parkes ca Andres Jude (A.J.) Poulain, cameramanul-șef din Anglia
- Paulina Gaitán ca  Jahel Valenzuela, fiica lui Emilio
- Katie Featherston ca Rosetta "Rabbit" Fischer
- Scott Michael Foster ca Jonas Beckett

## Producție
Oren Peli și Michael R. Perry sunt creatorii serialului despre un documentar ce prezintă o misiune de căutare în Amazon a unui renumit om de știință - explorator și vedetă de televiziune. Peli a declarat pentru Hollywood Reporter ca producătorul Steven Schneider "a devenit obsedat de această idee a fugii nebune prin junglă și a animalelor care provoacă oamenii." Peli a declarat că "am început să dezvoltăm ideea unui reporter lipsă în aceste locuri ciudate din pădurile tropicale, unde lucruri ciudate s-ar întâmpla" . El a adăugat că "am vrut să-l dezvoltăm ca pe un film cu buget redus, dar... am avut o întâlnire cu Steven Spielberg". Spielberg a sugerat realizarea unui serial de televiziune cu Peli. Perry a adăugat ideile sale, spunând: " De ce să rispim [ideea cu Fluviul ucigaș] pe un film, când putem să facem o emisiune TV în care fiecare sezon să se desfășoare într-un alt loc". Apoi, au schițat episodul pilot pentru Spielberg. În septembrie 2010, ABC a câștigat drepturile de autor ale proiectului în fața celor de la NBC. În februarie 2011, după o rescriere a scenariului de către Michael Green, ABC a dat undă-verde pentru producția episodului pilot. În mai 2011, ABC a semnat un contract pentru producția a opt episoade, anunțând că serialul va avea premiera la mijlocul sezonului TV  2011-12.
Episodul pilot a fost filmat în Puerto Rico și următoarele șapte episoade au fost produse în Hawaii.

## Episoade
| Sezon | Sezon | Episoade | Premiera TV        | Premiera TV         | Premiera DVD | Premiera DVD | Premiera DVD |
| Sezon | Sezon | Episoade | Premiera sezonului | Sfârșitul sezonului | Regiunea 1   | Regiunea 2   | Regiunea 4   |
| ----- | ----- | -------- | ------------------ | ------------------- | ------------ | ------------ | ------------ |
|       | 1     | 8        | 7 februarie 2012   | 20 martie 2012      | 22 mai 2012  |              |              |

| Nr. | Titlu                     | Regia              | Scenariu                                                                                | Premiera TV       | Audiență SUA (milioane) |
| --- | ------------------------- | ------------------ | --------------------------------------------------------------------------------------- | ----------------- | ----------------------- |
| 1 | „Magus” (Partea 1)        | Jaume Collet-Serra | Poveste de: Oren Peli & Michael R. Perry Scenariu de: Michael Green și Michael R. Perry | 7 februarie 2012  | 7,59                    |
| Cu șase luni în urmă, Emmet Cole, aventurier și gazdă a emisiunii TV Undiscovered Country, a dispărut în timpul organizării unei expediții adânc în apele necunoscute ale fluviului Amazon. Căutarea sa fără niciun rezultat și "serviciul memorial" ulterior a lăsat mii de fani în șoc datorită pierderii unei vedete care le-a influențat viața. Acum, baliza sa de urgență a fost activată, iar soția sa Tess, care nu s-a împăcat cu situația, formează o echipă de căutare ca să-l găsească. Echipa este formată din fiul ei Lincoln care s-a înstrăinat de părinții săi și a fost la un pas de a lăsa trecutul în urmă; vechiul prieten Emmet și producătorul emisiunii Undiscovered Country Clark Quietly; mecanicul bărcii Magus Emilio Valenzuela și fiica sa Jahel; Lena Landry, fiica cameramanului Russ Landry care a dispărut împreună cu Cole și căpitanul Kurt Bryndilson, protectorul expediției. Ceea ce membrii echipei nu știu este că această călătorie îi va duce într-un loc unde magia există cu adevărat și lucrurile nu sunt ceea ce par a fi. Entitatea paranormală care apare în acest episod este un corpo seco (cadavru uscat). |                           |                    |                                                                                         |                   |                         |
| 2 | „Marbeley” (Partea a 2-a) | Jaume Collet-Serra | Michael Green & Zack Estrin                                                             | 7 februarie 2012  | 7.59                    |
| Când Jahel este posedată de spiritul lui Emmet Cole, Tess devine de neoprit în misiunea sa de a găsi indicii cu privire la locul în care se află soțului ei. Echipa descoperă apoi în junglă un cimitir cu cruci și un copac pe ale cărui ramuri atârnă numeroase păpuși pentru copii. Se discută apoi despre o veche legendă braziliană despre pomi în care se agață păpuși ca locuri de ofrandă pentru "La Dejada, cel abandonat" (după cum este menționat de către Lena). În acest caz, este vorba despre spiritul unei fete care s-a înecat în fluviul din apropiere. Tess este apoi brusc târâtă în apă pentru a fi înecată de către o forță supranaturală, iar Lincoln trebuie să găsească o modalitate de a împăca spiritul. |                           |                    |                                                                                         |                   |                         |
| 3 | „Los Ciegos”              | Michael Katleman   | Glen Morgan                                                                             | 14 februarie 2012 | 4,96                    |
| Când echipajul de pe "Magus" află că Dr. Emmet Cole ar fi fost într-o peșteră-copac din apropiere, aceștia organizează o excursie pe jos prin junglă. Ei își dau seama că au intrat pe teritoriul tribului Morcegos, un trib de războinici care sunt cunoscuți a fi "Gardienii Pădurii", ei sunt acolo pentru a judeca dacă vizitatorii sunt demni de a trece mai departe sau nu. După ce echipa intră în peșteră; cu excepția cameramanului AJ, care are un traumatism vechi în privința peșterilor, ei gonesc accidental liliecii care locuiesc înăuntru. Mai târziu în acea noapte, ei sunt vizitați de oamenii tribului Morcegos care au pus marcaje în jurul corturilor și au pus pe ochi o toxină persoanelor care au fost în interiorul peșterii. Curând, aceștia, unul câte unul, își pierd vederea. Cameramanul AJ Poulain, singurul care pare a nu fi infectat, trebuie să găsească un leac în rădăcinile unui copac și se confruntă cu teama sa de spații închise. |                           |                    |                                                                                         |                   |                         |
| 4 | „A Better Man”            | Dean White         | Aron Eli Coleite                                                                        | 21 februarie 2012 | 4,80                    |
| Cei de pe Magus se întâlnesc cu Jonas, unul dintre cameramanii lui Emmet, care a dispărut și el în urmă cu șase luni. Este descoperit faptul că Jonas a fost victima unui blestem mistic. Jahel, fiica mecanicului navei, este neliniștită datorită prezenței lui Jonas. De mai multe ori "El Colgado" apare pe cărțile ei de tarot (El Colgado - omul agățat/spânzurat). În curând, devine clar că acest blestem este o chestiune de viață și de moarte, nu doar pentru Jonas, dar și pentru restul echipajului de pe Magus. Când ceilalți plănuiesc să-l arunce pe Jonas peste bord (cum a făcut inițial și Emmet) și să-și continue misiunea, Lincoln trebuie să facă față acestei provocări și să procedeze cât mai corect din punct de vedere moral. |                           |                    |                                                                                         |                   |                         |
| 5 | „Peaches”                 | Rob Bailey         | Wendy Battles                                                                           | 28 februarie 2012 | 4,04                    |
| Barca Magus se defectează și este nevoie de unele piese pentru a fi reparată, atunci când o altă navă apare ca o posibilă salvare. Cu toate acestea, echipajul acestei nave format din ecologiști este mult mai periculos decât pare, în ciuda comportamentului lor inițial prietenos. Lena și Jonas descoperă că în cealaltă navă se află tatăl lui Lena, cameramanul lipsă Russ, legat în carenă. Încă o dată, echipajul de pe Magus este în mare pericol. |                           |                    |                                                                                         |                   |                         |
| 6 | „Doctor Emmet Cole”       | Michelle MacLaren  | Michael Green                                                                           | 6 martie 2012     | 4,21                    |
| După ce geanta cu videocamera lui Emmet este găsită în timpul unei călătorii către Cascada Sahte, echipajul de pe Magus examinează casetele și descoperă imagini noi cu Emmet și încă doi dintre membrii echipajului său aflați în căutarea "Sursei"; un trib care trăiește în junglă și care are puterea de a vindeca sau de a face alte minuni prin magie. În timp ce un demon misterios îi urmărește, ucigând unul câte unul membrii echipajului lui Emmet, acesta este lăsat de unul singur în junglă. Emmet se gândește că poate a făcut o greșeală venind aici, în timp ce este slăbit de foame iar demonul misterios îl urmează. Pentru a scăpa de acesta era suficient să fluiere, dar, așa după cum reiese din înregistrările video, acum era prea obosit să mai poată face asta. La un pas de moarte, membrii tribului apar ca să-l salveze. Ei îl vindecă și-l duc la un centru de cercetare în junglă, apoi dispar. Oamenii din această bază îl văd pe Emmet și aleargă spre el pentru a-l ajuta. Echipajul de pe Magus realizează că Emmet este viu și caută prin junglă locul unde se află centrul de cercetare, doar pentru a descoperi că a fost între timp abandonat. |                           |                    |                                                                                         |                   |                         |
| 7 | „The Experiment”          | Kenneth Fink       | Soo Hugh                                                                                | 13 martie 2012    | 4,09                    |
| Începând de acolo de unde episodul anterior se termină-ultimul loc cunoscut în care se afla Emmet Cole- echipajul de pe Magus descoperă nu numai că centrul este abandonat, dar, de asemenea, aici au avut loc cercetări și experimente ilegale, în care locuitorii pădurii au fost folosiți ca subiecte de testare. Experimentul nu a decurs cum trebuie și a transformat locuitorii junglei și lucrătorii centrului deopotrivă în canibali care acum încep să atace echipajul de pe Magus. Unul dintre cercetători, transformat acum într-un fel de zombie, este fosta logodnică din Germania a lui Kurt Brynildson și motivul său secretul pentru care s-a alăturat misiunii de salvare, secret dezvăluit în cele din urmă. Echipajul o găsește pe "Rabbit", cea care l-a abandonat pe Cole cu câteva luni înainte în junglă, și, de asemenea, descoperă o cameră în care Emmet Cole, în stare de inconștientă, stătea ascuns într-un cocon. Îl scot de acolo și se întorc cu Emmet înapoi pe navă, dar sunt urmăriți de canibali care ucid un membru al echipajului. Între timp, Emmet Cole se trezește. |                           |                    |                                                                                         |                   |                         |
| 8 | „Row, Row, Row Your Boat” | Gary Fleder        | Poveste de: Zack Estrin Scenariu de: Aron Eli Coleite & Michael Green                   | 20 martie 2012    | 3,99                    |
| După ce Lincoln este împușcat mortal de către un membru necunoscut al echipajului, Jahel nu ascultă de tatăl ei și de Emmet și invocă un spirit al răului pentru ajutor. Cu ajutorul lui Tess, Jahel efectuează un ritual care îl aduce pe Lincoln înapoi la viață. Lincoln dezvăluie echipajului că cel care l-a împușcat a fost Kurt, deși mai târziu se dovedește că cel care a făcut acest lucru a fost Jonas. Având un duh rău în el, Lincoln îl ucide pe Jonas. Clark descoperă corpul lui Jonas și echipajul își dă seama ce s-a întâmplat: spiritul Boiuna a intrat în Lincoln odată cu întoarcerea sufletului acestuia în corpul său mort. Emmet îi cere lui Lena să-l ajute să scoată cu forța spiritul malefic din fiul său și astfel începe o exorcizare. Atunci când aceasta nu funcționează, Emmet îi cere lui Kurt ajutorul. Acesta îi spune că trebuie să vorbească cu fiul său, nu cu spiritul malefic. Emmet face acest lucru, ceea ce duce la plecarea spiritului din Jonas. Echipajul încearcă apoi să urmeze harta Boiunei pentru a ajunge la un sat de pescuit după provizii, dar constată că aceasta a dispărut. Clark trimite o dronă pentru a inspecta împrejurimile. Pe un monitor, echipajul vede că fluviul și terenul se schimbă rapid, astfel încât Lincoln le explică faptul că Boiuna nu-i va lăsa sa plece. |                           |                    |                                                                                         |                   |                         |

## Legături externe
- Site web oficial
- The River la Internet Movie Database
- The River la TV.com
- The River la TV Guide
- Fluviul ucigaș Arhivat în 28 aprilie 2014, la Wayback Machine. la AXN
- Fluviul ucigaș la CineMagia